# Умершие в январе 1944 года
Это список известных людей, соответствующих установленным критериям значимости (см. Википедия:Критерии значимости персоналий), умерших в январе 1944 года.
Причина смерти указывается лишь в исключительных случаях (убийство, самоубийство, гибель в результате военных действий, смертная казнь, ДТП или несчастные случаи). В остальных случаях — не указывается.

## 1 января
- Горохов, Юрий Иванович (22) — Герой Советского Союза.
- Иванов, Николай Константинович — советский танкист, участник Великой Отечественной войны, Герой Советского Союза.
- Колесник, Павел Антонович — Герой Советского Союза.
- Макеев, Сергей Фёдорович — Герой Советского Союза.
- Мирошниченко, Пётр Афанасьевич — Герой Советского Союза.
- Остапенко, Павел Антонович (34) — Герой Советского Союза.

## 2 января
- Гаврилов, Иван Самсонович — Герой Советского Союза.
- Михайлов, Александр Фадеевич (18) — Герой Советского Союза.
- Раевский, Григорий Николаевич — Герой Советского Союза.
- Серков, Андрей Игнатьевич (24) — Герой Советского Союза.
- Улитин, Николай Григорьевич — Герой Советского Союза.

## 3 января
- Акжигитов, Азис Харьясович — Герой Советского Союза.
- Балтрушайтис, Юргис Казимирович (70) — русский и литовский поэт-символист и переводчик, дипломат.

## 4 января
- Баймульдин, Абылхаир (34) — Герой Советского Союза.
- Бердов, Дмитрий Михайлович (28) — Герой Советского Союза.
- Путилин, Василий Сергеевич (19) — Герой Советского Союза.
- Саранчёв, Николай Георгиевич (37) — Герой Советского Союза.

## 5 января
- Артамонов, Иван Филиппович (25) — Герой Советского Союза.
- Вересков, Виктор Александрович (19) — Герой Советского Союза.
- Голуб, Иван Платонович (23) — советский офицер, танкист в годы Великой Отечественной войны, Герой Советского Союза.
- Луппов, Владимир Васильевич (46) — Герой Советского Союза.
- Мунк, Кай (45) — датский драматург, поэт, публицист и лютеранский пастор.
- Хлуднев, Фёдор Матвеевич (26) — Герой Советского Союза.
- Челядинов, Дмитрий Алексеевич (30) — Герой Советского Союза.

## 6 января
- Деркач, Фёдор Григорьевич (32) — Герой Советского Союза.
- Крючков, Фёдор Антонович (30) — Герой Советского Союза.
- Осипов, Василий Иванович (25) — Герой Советского Союза.
- Яркин, Иван Петрович — участник Великой Отечественной войны, механик-водитель Т-34 45-й гвардейской танковой бригады 11-го гвардейского танкового корпуса 1-й танковой армии 1-го Украинского фронта, Герой Советского Союза, гвардии старшина.

## 7 января
- Ивин, Иван Александрович (19) — Герой Советского Союза.

## 8 января
- Игнаткин, Сергей Степанович (33) — Герой Советского Союза.
- Лысенко, Александр Акимович (23) — Герой Советского Союза.
- Рабой, Исаак Иосифович — еврейский писатель.
- Усик, Моисей Тимофеевич (44) — Герой Советского Союза.
- Шурупов, Афанасий Тихонович (22) — Герой Советского Союза.
- Юдин, Алексей Сергеевич (29) — Герой Советского Союза.

## 9 января
- Жадейкин, Максим Степанович — Герой Советского Союза.
- Першутов, Иван Васильевич (23) — заместитель командира эскадрильи 525-го штурмового авиационного полка 227-й штурмовой авиационной дивизии 2-й воздушной армии 1-го Украинского фронта, лейтенант, Герой Советского Союза.
- Сметона, Антанас (69) — литовский государственный деятель.

## 10 января
- Бувин, Борис Петрович — Герой Советского Союза.
- Зубарев, Иосиф Егорович (36) — Герой Советского Союза.
- Малыгин, Сергей Александрович (45) — Герой Советского Союза.
- Мироненко, Иосиф Акимович — Герой Советского Союза.
- Портнова, Зинаида Мартыновна (17) — советская подпольщица, партизанка, член подпольной организации «Юные мстители»; Герой Советского Союза.
- Середенко, Александр Лаврентьевич (31) — Герой Советского Союза.
- Шабанов, Иван Герасимович (32) — Герой Советского Союза.

## 11 января
- Ершов, Алексей Иванович (23) — Герой Советского Союза.
- Костенко, Павел Иванович — участник Великой Отечественной войны, закрыл своим телом амбразуру пулемёта.
- Чиано, Галеаццо (40) — итальянский политик и дипломат периода фашизма, зять Муссолини.
- Штрук, Герман — немецкий и израильский художник, график и литограф. Более известны его графические работы и литографии.

## 12 января
- Ахременко, Никифор Акимович — Герой Советского Союза.
- Кондрашин, Андрей Кузьмич (27) — Герой Советского Союза.
- Лапин, Иван Георгиевич (27) — Герой Советского Союза.
- Савельева, Прасковья Ивановна (25) — советская подпольщица.
- Сурков, Пётр Николаевич (28) — Герой Советского Союза.
- Федюков, Алексей Григорьевич (18) — Герой Советского Союза.

## 13 января
- Данилов, Алексей Дмитриевич (37) — участник Великой Отечественной войны, стрелок 221-го гвардейского стрелкового полка 77-й гвардейской стрелковой дивизии 61-й армии Центрального фронта, гвардии рядовой, Герой Советского Союза.
- Егоров, Василий Мартынович — Герой Советского Союза.
- Захаров, Константин Фёдорович — капитан Рабоче-крестьянской Красной Армии, участник Великой Отечественной войны, Герой Советского Союза.
- Зевахин, Михаил Степанович (21) — Герой Советского Союза.
- Озерин, Алексей Николаевич (19) — Герой Советского Союза.
- Семак, Николай Павлович (24) — Герой Советского Союза.
- Толкачёв, Василий Андреевич — Герой Советского Союза.
- Усманов, Ислам — Герой Советского Союза.
- Ушаков, Пётр Алексеевич — Герой Советского Союза.
- Чистяков, Александр Фёдорович (27) — Герой Советского Союза.

## 14 января
- Бердашвили, Георгий Иванович — Герой Советского Союза.
- Бузиков, Фёдор Петрович — старший лейтенант Рабоче-крестьянской Красной Армии, участник Великой Отечественной войны, Герой Советского Союза.
- Бунимович, Юрий Эммануилович (24) — участник Великой Отечественной войны, Герой Советского Союза.
- Влазнев, Алексей Леонтьевич — красноармеец Рабоче-крестьянской Красной Армии, участник Великой Отечественной войны, Герой Советского Союза.
- Галкин, Михаил Васильевич (34) — майор Рабоче-крестьянской Красной Армии, участник Великой Отечественной войны, Герой Советского Союза.
- Гафиатуллин, Газинур Гафиатуллович (31) — участник Великой Отечественной войны, Герой Советского Союза.
- Молдагулова, Алия Нурмухамбетовна (18) — Герой Советского Союза (1944, посмертно), снайпер, ефрейтор.
- Райнберг, Ян Людвигович (42) — Герой Советского Союза.
- Стриганов, Константин Григорьевич (31) — Герой Советского Союза.
- Хасин, Виктор Яковлевич (28) — участник Великой Отечественной войны, командир эскадрильи 271-го истребительного авиационного полка 274-й истребительной авиационной дивизии 1-го истребительного авиационного корпуса 3-й воздушной армии Калининского фронта, Герой Советского Союза, капитан.
- Шевелёв, Виктор Семёнович — Герой Советского Союза.

## 15 января
- Абад Сантос, Педро (67) — вице-председатель коммунистической партии Филиппин с 1938 до ареста в 1942, участник освободительной борьбы против испанских и американских колонизаторов в 1896—1901, основатель и руководитель социалистической партии в 30-х годах.
- Аршинцев, Борис Никитович (40) — участник Великой Отечественной войны, Герой Советского Союза.
- Броницкий, Юлиан Марьянович (34) — участник Великой Отечественной войны, Герой Советского Союза.
- Булгаков, Сергей Николаевич (72) — русский философ, теолог, священник Православной Церкви; рак горла.
- Волков, Александр Иванович — участник Великой Отечественной войны, Герой Советского Союза.
- Григорьев, Григорий Петрович — участник Великой Отечественной войны, Герой Советского Союза.
- Кондрашкин, Сергей Петрович — участник Великой Отечественной войны, командир отделения 2-го отдельного стрелкового батальона 77-й морской стрелковой бригады 19-й армии, Карельского фронта, сержант.
- Макуха, Николай Гаврилович (34) — сержант Рабоче-крестьянской Красной Армии, участник Великой Отечественной войны, Герой Советского Союза.
- Муткенов, Серикбай — участник Великой Отечественной войны, Герой Советского Союза.
- Рудаков, Сергей Борисович (34) — участник Великой Отечественной войны, советский поэт и литературовед.
- Ситников, Николай Сергеевич (41) — советский военный деятель, полковник.
- Сыртланов, Муллаяр Исламгареевич — участник Великой Отечественной войны, Герой Советского Союза.
- Тестов, Николай Степанович (34) — участник Великой Отечественной войны, Герой Советского Союза.

## 16 января
- Бойцов, Игорь Михайлович (31) — участник Великой Отечественной войны. Герой Советского Союза.
- Камынин, Кирилл Леонтьевич (39) — участник Великой Отечественной войны. Герой Советского Союза.
- Кузнецов, Сергей Трофимович — участник Великой Отечественной войны. Герой Советского Союза.
- Куликов, Иван Николаевич — участник Великой Отечественной войны. Герой Советского Союза.
- Полынкин, Дмитрий Павлович — участник Великой Отечественной войны. Герой Советского Союза.
- Рытов, Николай Александрович (34) — участник Великой Отечественной войны. Герой Советского Союза.
- Салихов, Эсед Бабастанович (24) — участник Великой Отечественной войны. Герой Советского Союза.
- Свечников, Павел Семёнович (19) — участник Великой Отечественной войны. Герой Советского Союза.
- Спирин, Александр Иванович (26) — участник Великой Отечественной войны. Герой Советского Союза.

## 17 января
- Богиня, Пётр Иванович (53) — советский политический деятель, председатель Исполнительного комитета Ворошиловградского городского Совета (Донецкая область) (1947—1953).
- Васильев, Николай Николаевич (20) — Герой Советского Союза.
- Мончак, Мефодий Степанович — Герой Советского Союза.
- Николаенко, Владимир Миронович (23) — Герой Советского Союза.
- Скуридин, Иван Куприянович (29) — Герой Советского Союза.
- Шаронов, Михаил Фёдорович (29) — Герой Советского Союза.
- Шевцов, Пётр Фёдорович (31) — советский лётчик, Герой Советского Союза.

## 18 января
- Вершинин, Иван Иванович — участник Великой Отечественной войны, командир отделения разведки лыжного батальона 80-й стрелковой дивизии 54-й армии Волховского фронта, сержант.
- Пальчиков, Сергей Прокофьевич (34) — Герой Советского Союза.
- Самокиш, Николай Семёнович (83) — российский и советский художник-баталист.
- Типанов, Александр Фёдорович (19) — Герой Советского Союза.
- Ткаченко, Григорий Тихонович (20) — Герой Советского Союза.
- Фомин, Юрий Иванович (32) — советский военный деятель, полковник.
- Яковлев, Алексей Трофимович (23) — Герой Советского Союза.

## 19 января
- Воинов, Иван Ефимович — участник Великой Отечественной войны, Герой Советского Союза.
- Трофимов, Владимир Васильевич (18) — участник Великой Отечественной войны, Герой Советского Союза.

## 20 января
- Григорьев, Георгий Степанович (19) — разведчик и диверсант 94-й гвардейской отдельной разведывательной роты (91-я гвардейская Духовщинская стрелковая дивизия, 39-я армия, Западный фронт), гвардии сержант, Герой Советского Союза.

## 21 января
- Аврамков, Прокопий Иванович (20) — участник Великой Отечественной войны, Герой Советского Союза.
- Брагонин, Терентий Иванович (34) — старший сержант Рабоче-крестьянской Красной Армии, участник Великой Отечественной войны, Герой Советского Союза.
- Фёдоров, Тимофей Васильевич (28) — участник Великой Отечественной войны, Герой Советского Союза.

## 22 января
- Баран, Тихон Максимович (11) — белорусский партизан Великой Отечественной войны, пионер-герой.
- Литвинов, Владимир Григорьевич (24) — участник Великой Отечественной войны, Герой Советского Союза.
- Серебряков, Фёдор Иванович — участник Великой Отечественной войны, Герой Советского Союза.
- Телегин, Григорий Георгиевич (29) — участник Великой Отечественной войны, Герой Советского Союза.

## 23 января
- Габдрахманов, Бари Галеевич (31) — Герой Советского Союза.
- Гусев, Виктор Михайлович (34) — русский советский поэт, драматург.
- Мунк, Эдвард (80) — норвежский живописец и график, экспрессионист.
- Постольников, Григорий Николаевич — Закрыл своим телом амбразуру пулемёта.
- Турбин, Дмитрий Иванович (40) — Герой Советского Союза.
- Харченко, Фёдор Алексеевич (20) — Герой Советского Союза.

## 24 января
- Валеев, Абдулла Хабиевич — участник Великой Отечественной войны, Герой Советского Союза.
- Нежнов, Валентин Степанович (28) — участник Великой Отечественной войны, Герой Советского Союза.
- Симбирцев, Василий Никитович — участник Великой Отечественной войны, Герой Советского Союза.
- Тупицын, Леонтий Яковлевич (48)  — советский военнослужащий, участник Великой Отечественной войны, Герой Российской Федерации (1994, посмертно); погиб в бою.
- Черепанов, Сергей Михайлович (27) — участник Великой Отечественной войны, Герой Советского Союза.
- Чепонис, Альфонсас Мотеюсович — участник Великой Отечественной войны, подпольщик города Каунаса, радист, Герой Советского Союза.
- Якушкин, Георгий Трофимович (20) — Герой Советского Союза.

## 25 января
- Бурда, Александр Фёдорович (32) — советский офицер, танковый ас, гвардии подполковник.
- Головлёв, Леонид Иосифович (27) — Герой Советского Союза.
- Евстигнеев, Алексей Алексеевич (24) — Герой Советского Союза.
- Ломакин, Анатолий Георгиевич (22) — Герой Советского Союза.
- Манин, Александр Андреевич — Герой Советского Союза.
- Мереняшев, Андрей Иванович (24) — Герой Советского Союза.
- Стабровский, Василий Данилович — герой-партизан-подрывник партизанского отряда.

## 26 января
- Калдыкораев, Джумагали (21) — Герой Советского Союза.
- Катаев, Михаил Максимович (40) — Герой Советского Союза.
- Новак, Василий Лукич (19) — Герой Советского Союза.
- Хрустицкий, Владислав Владиславович (41) — Герой Советского Союза.

## 27 января
- Бастраков, Георгий Фёдорович (26) — Герой Советского Союза.
- Быковский, Михаил Иванович (25) — участник Великой Отечественной войны, командир стрелкового батальона 467-го стрелкового полка 81-й стрелковой дивизии 61-й армии Центрального фронта, капитан, Герой Советского Союза.
- Давыдов, Владимир Ильич (20) — лейтенант Рабоче-крестьянской Красной Армии, участник Великой Отечественной войны, Герой Советского Союза.
- Жеребцов, Иван Иванович — старший сержант Рабоче-крестьянской Красной Армии, участник Великой Отечественной войны, Герой Советского Союза.
- Макаров, Иван Константинович — участник Великой Отечественной войны, Герой Советского Союза.
- Мирошник, Андрей Степанович (21) — участник Великой Отечественной войны, Герой Советского Союза.
- Самсонова, Зинаида Александровна (19) — участник Великой Отечественной войны, Герой Советского Союза.
- Тартыков, Семён Владимирович — участник Великой Отечественной войны, Герой Советского Союза.

## 28 января
- Аширбеков, Ахметрашит — участник Великой Отечественной войны, линейный надсмотрщик 737-й отдельной кабельно-шестовой роты 3-й гвардейской танковой армии, Герой Советского Союза.
- Брож, Гизела (78) —  австрийско-американская артистка цирка.
- Ершов, Виктор Егорович — участник Великой Отечественной войны, Герой Советского Союза.
- Рыжков, Антон Андреевич (23) — участник Великой Отечественной войны, Герой Советского Союза.
- Хакимов, Нематжан — участник Великой Отечественной войны, Герой Советского Союза.
- Шевченко, Борис Демидович — участник Великой Отечественной войны, Герой Советского Союза. Начальник штаба 68-й гвардейской стрелковой дивизии, полковник.
- Шульц, Адальберт (40) — немецкий генерал-майор, командир 7-й танковой дивизии, участник Второй мировой войны.

## 29 января
- Мудров, Михаил Иванович — советский военный лётчик-истребитель, ас, капитан, Герой Российской Федерации (1995,посмертно), погиб в бою.
- Сидоров, Василий Тимофеевич (19) — Герой Советского Союза.
- Сидоров, Дмитрий Степанович — Герой Советского Союза.
- Штевнёв, Андрей Дмитриевич (44) — советский военачальник, генерал-лейтенант танковых войск.

## 30 января
- Васильев, Дмитрий Павлович (39) — капитан Рабоче-крестьянской Красной Армии, участник Великой Отечественной войны, Герой Советского Союза.
- Захаров, Василий Иванович — лейтенант Рабоче-крестьянской Красной Армии, участник Великой Отечественной войны, Герой Советского Союза.
- Ларёв, Иван Васильевич — участник Великой Отечественной войны, Герой Советского Союза.
- Никонов, Андрей Григорьевич (42) — Герой Советского Союза.
- Тепляков, Мартын Пантелеймонович (26) — Герой Советского Союза.
- Тихомиров, Владимир Васильевич (46) — советский военачальник, генерал-майор.
- Токарев, Николай Александрович (36) — Герой Советского Союза.
- Шморгун, Николай Иванович (31) — Герой Советского Союза.

## 31 января
- Гончаров, Пётр Алексеевич (41) — старший сержант Рабоче-крестьянской Красной Армии, участник Великой Отечественной войны, Герой Советского Союза.
- Малышев, Борис Георгиевич — красноармеец Рабоче-крестьянской Красной Армии, участник Великой Отечественной войны, Герой Советского Союза.
- Шитов, Павел Степанович (27) — красноармеец Рабоче-крестьянской Красной Армии, участник Великой Отечественной войны, Герой Советского Союза.